# Aérodrome de Belley - Peyrieu
Pour les articles homonymes, voir Belley (homonymie).
L’aérodrome de Belley - Peyrieu (code OACI : LFKY) est un aérodrome agréé à usage restreint, situé sur la commune de Peyrieu à 7 km au sud de Belley dans l’Ain (région Auvergne-Rhône-Alpes, France).
Il est utilisé pour la pratique d’activités de loisirs et de tourisme (aviation légère et hélicoptère).

## Installations
L’aérodrome dispose d’une piste en herbe orientée sud-nord (18/36), longue de 638 mètres et large de 60.
L’aérodrome n’est pas contrôlé. Les communications s’effectuent en auto-information sur la fréquence de 123,500 MHz.
L’avitaillement en carburant (100LL) et en lubrifiant est possible.

## Activités
- Aéro-club de Belley - Peyrieu